# Sphaeromachia cubana
Sphaeromachia cubana is een beervlinder uit de familie van de spinneruilen (Erebidae). De wetenschappelijke naam van de soort is voor het eerst geldig gepubliceerd in 1866 door Herrich-Schäffer.